# Kolektivní monografie
Kolektivní monografie je neseriálová publikace systematicky zpracovávající jedno, zpravidla úzce vymezené téma, na jejímž vytváření se podílelo více autorů. Jednotlivé části publikace na sebe navazují a již byly autory či skupinami autorů tvořeny za účelem zařazení do díla.
Rozdíl mezi kolektivní monografií a sborníkem je ten, že v případě sborníku jsou jednotlivé části spíše jen rámcově tematicky příbuzné, a i o samotě by byly plnohodnotnými díly - sborník tak může být sestaven z příspěvků, které nebyly vypracovávány za účelem zařazení do nějakého společného díla. Nejedná se tedy o společné dílo více autorů, ale spíše jen souhrn podobně zaměřených článků.